# Dinoptera minuta
Dinoptera minuta es una especie de escarabajo longicornio del género Dinoptera, tribu Rhagiini, subfamilia Lepturinae. Fue descrita científicamente por Gebler en 1832.
La especie se mantiene activa durante los meses de marzo, abril, mayo, junio y julio.

## Descripción
Mide 5-9 milímetros de longitud.

## Distribución
Se distribuye por China, Mongolia, Corea y Rusia.